# 김가영 (기상 캐스터)
김가영(金可英, 1989년 5월 14일~)은 2016년에서부터 활동하고 있는 대한민국의 기상 캐스터이자 방송인이다. 2018년에 MBC 기상 캐스터가 되었다.

## 학력
- 동명여자고등학교 졸업(2008년 2월)
- 숙명여자대학교 무용학과 학사(2012년 2월)

## 주요 경력
- MBC 기상 캐스터
- 포항MBC 아나운서
- KBS 미디어 24시 뉴스 앵커
- 한국경제TV 캐스터
- 현대자동차 사내 아나운서
- SK하이닉스 사내 아나운서
- OBS 보도국 기상 캐스터 : 방송 데뷔

## 전 방송사
- 포항MBC 《생방송 전국시대》 진행 (2016년 ~ 2017년)
- OBS 《도전 기업인스타》 진행 (2017년 7월 4일 ~ 10월 31일)
- SBS 플러스 《나만 빼고 연애중》 고정출연 (2017년 12월 23일 ~ 2018년 3월 10일)
- MBC 뉴스데스크 날씨 진행 (2018년 9월 ~ 2019년 6월)
- 5 MBC 뉴스 날씨 진행 (2018년 12월 ~ 2019년 3월)
- MBC 《호구의 연애》 고정출연 (2019년 4월 21일 ~ 8월 11일)
- MBC UHD 특선다큐 《라이프 오브 코알라》 나레이션 (2020년 1월 7일)
- MBC 《미스터리 음악쇼 복면가왕》 게스트 (2020년 5월 31일 ~ 6월 7일)
- MBC 수해 특별 생방송 《이제 함께, 이겨냅시다!》 패널 (2020년 8월 12일)
- MBC 뉴스투데이 날씨 진행 (2019년 6월 17일 ~ 2021년 4월 2일)
- SBS 《꼬리에 꼬리를 무는 그날 이야기》 시즌2 게스트 (2021년 5월 6일)
- MBC 《라디오 스타》 제674회 〈춤신춤왕〉 특집 게스트 (2021년 6월 2일)
- 디스커버리 채널 코리아 《고스트 하우스》 게스트 (2021년 8월 5일, 26일)
- MBC 뉴스데스크 주말 날씨 진행 (2021년 4월 ~ 현재)
- SBS 《골 때리는 그녀들》 fc원더우먼 멤버로 시즌 2부터 시즌 7까지 출연했으나 故오요안나님 관련 가해자로 연루되어 출연분 삭제됨

### 라디오
- MBC 라디오 안영미, 최욱의 에헤라디오 게스트 (2018년 10월 11일)
- MBC 라디오 《정오의 희망곡 김신영입니다》 게스트 (2019년 1월 3일)
- MBC 라디오 《굿모닝FM》 고정 패널 (2019년 9월 30일 ~ 2025년 2월 3일)

## 기타 방송 활동
- 팟캐스트 《과학으로 장난치는게 창피해?》 시즌3 (공동진행) (2020년 9월 ~ 2021년 1월)
- 카카오TV 모닝 《개미는 오늘도 뚠뚠》 시즌1 (2020년 9월 ~ 12월)
- 네이버 나우 《알베의 이탈리아가 뭔디~》 고정출연 (2021년 5월 ~ 8월)

## 행사 진행
- SK하이닉스 NAND DRAM HTRS 심포지엄
- 미래창조과학부 글로벌투자자포럼
- KONA 미디어 초청 런칭/블로거 시승회
- 제주도 주니어 코딩 해커톤 대회
- 초록우산 어린이재단 드림오케스트라 제4회 정기연주회 공연 (2014년 12월)
- 한국정보통신진흥협회 한중 창조경제혁신포럼 (2015년 5월)
- 제9회 강남구민체육대회 (2017년)
- 2018 시민이 행복한 안전도시 인천, 제3회 재난안전 전시회 (2018년)
- 2018 현대자동차 신입사원 입문 교육 HMC 퀴즈왕 (2018년)
- 2020 유성과학축제 특집 공개방송
- 2020 과기대전 거대과학의 날 과장창 공개방송
- 제3회 살롱드홈브루 콘서트
- SK그룹 2021 SUPEX 추구상 시상식
- 2021 EBS 국제다큐영화제 폐막식
- SK C&C 클라우드 컨퍼런스

## 광고
- 아에르 미세먼지 마스크
- 카카오프렌즈 홈
- 우포누리